# High diving al Campionat del Món de natació de 2013 – masculí
La competició de high diving o salts de gran altura masculí es va celebrar durant el Campionat del Món de natació de 2013 els dies 29 i 31 de juliol de 2013. La competició va ser dividida en cinc rondres. Les dues primeres es van celebrar el dia 29, i les 3 últimes el dia 31.

## Resultats[3][4][5]
| Posició | Saltador            | País         | Ronda 1 | Ronda 2 | Ronda 3 | Ronda 4 | Ronda 5 | Total  |
| ------- | ------------------- | ------------ | ------- | ------- | ------- | ------- | ------- | ------ |
| 1       | Orlando Duque       | Colòmbia     | 106.40  | 110.70  | 100.70  | 129.60  | 142.80  | 590.20 |
| 2       | Gary Hunt           | Regne Unit   | 106.40  | 106.60  | 102.60  | 170.10  | 103.60  | 589.30 |
| 3       | Jonathan Paredes    | Mèxic        | 102.60  | 110.70  | 102.60  | 129.85  | 132.60  | 578.35 |
| 4       | Michal Navrátil     | Txèquia      | 102.60  | 104.55  | 98.80   | 115.15  | 119.60  | 540.70 |
| 5       | Matthew Cowen       | Regne Unit   | 95.00   | 102.50  | 96.90   | 135.20  | 110.00  | 539.60 |
| 6       | Artem Silchenko     | Rússia       | 95.00   | 120.95  | 102.60  | 128.80  | 73.20   | 520.55 |
| 7       | Anatoliy Shabotenko | Ucraïna      | 85.50   | 73.80   | 102.60  | 127.50  | 109.20  | 498.60 |
| 8       | Kris Kolanus        | Polònia      | 85.50   | 67.65   | 88.20   | 107.80  | 120.00  | 469.15 |
| 9       | Steve Lobue         | Estats Units | 102.60  | 98.40   | 70.30   | 79.30   | 95.20   | 445.80 |
| 10      | Blake Aldridge      | Regne Unit   | 83.60   | 90.20   | 91.20   | 91.35   | 86.80   | 443.15 |
| 11      | Kent DeMond         | Estats Units | 85.50   | 86.10   | 85.50   | 88.20   | 75.40   | 420.70 |
| 12      | Cyrille Oumedjkane  | França       | 62.70   | 92.25   | 79.80   | 93.60   | 75.00   | 403.35 |
| 13      | Jorge Ferzuli       | Mèxic        | 83.60   | 12.00   | 64.80   | 95.00   | 100.80  | 356.20 |